# Důlní revír Knötel

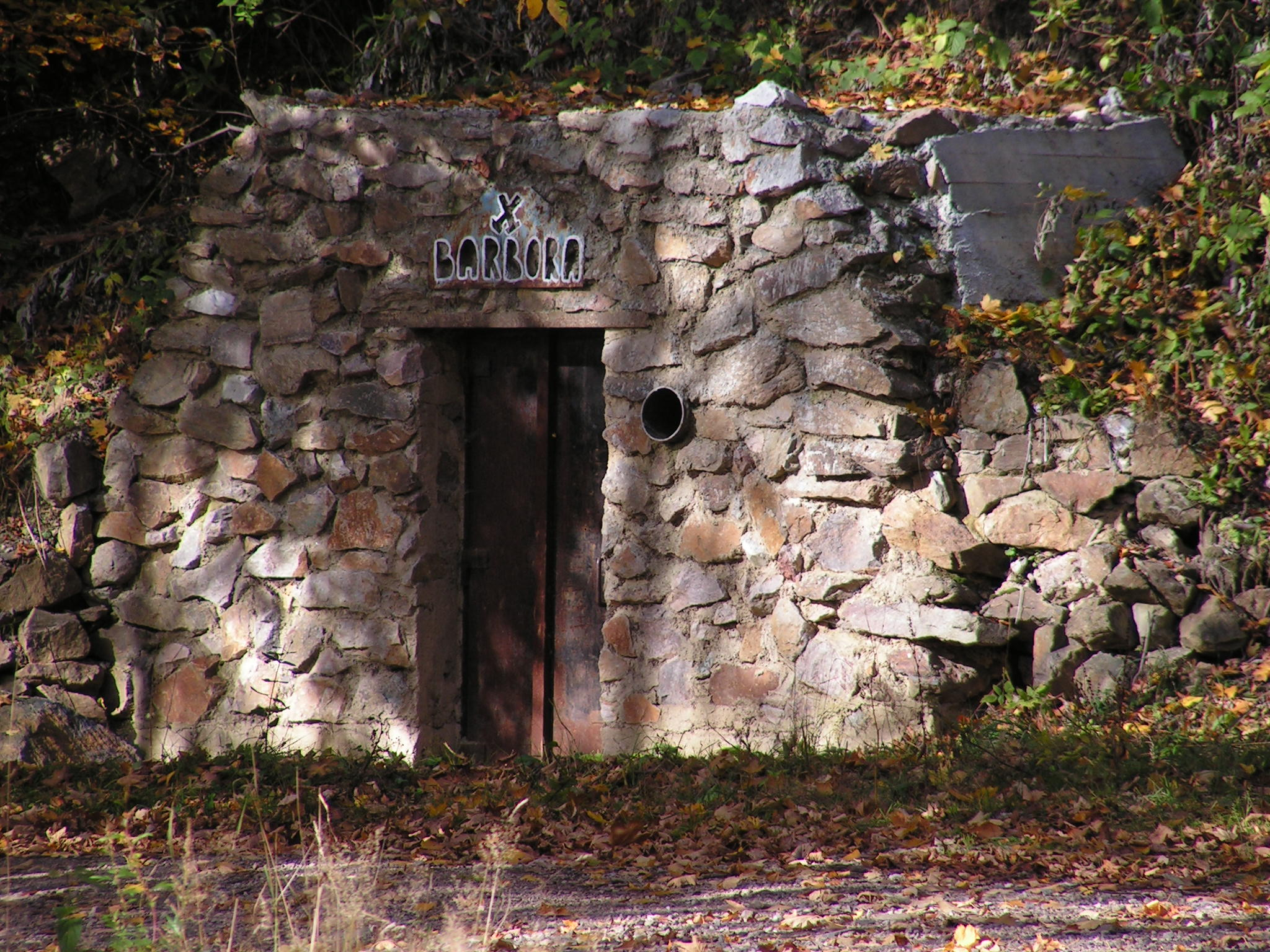
Ústí štoly Barbora

Důlní revír Knötel je bývalá hornická oblast v Krušných horách. Nachází se severně od Krupky v místech okolo lanové dráhy na Komáří hůrku v katastrálním území Horní Krupka v okrese Teplice. Býval nejrozsáhlejším revírem krupecké oblasti. Od čtrnáctého století se v něm těžil především cín a později také molybdenit a draselný živec. Odvaly starých dolů jsou vyhledávanými mineralogickými lokalitami. Oblast revíru včetně několik důlních děl je od roku 2013 chráněna jako kulturní památka.

## Historické doly

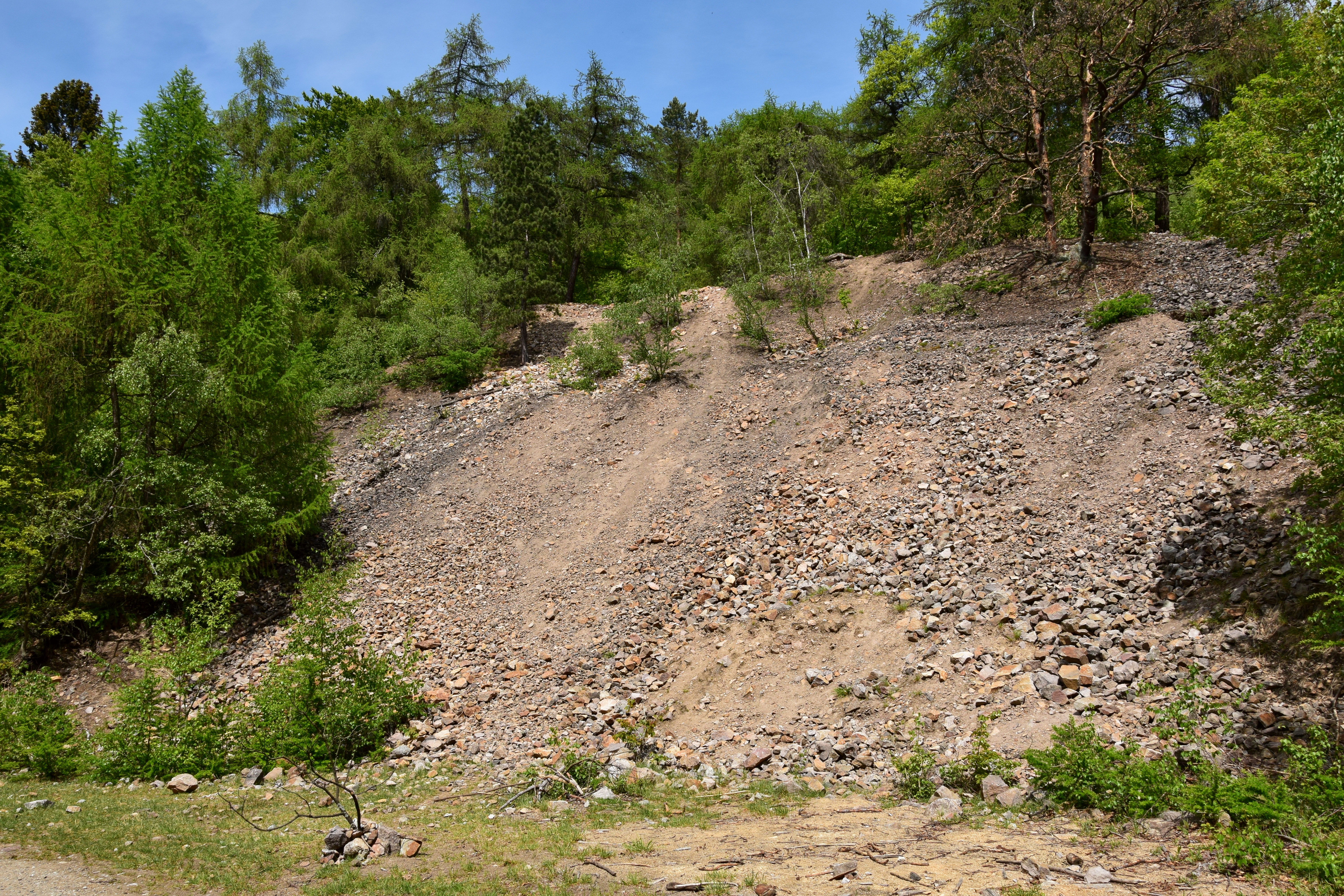
Odval Zwickenpinge

Cínová ložiska jsou v revíru vázána především na ploše uložené greisenové žíly v rulovém plášti granitu. Výjimečně se vyskytovaly také stříbronosné žíly galenitu. V době od čtrnáctého do devatenáctého století byly dobývány desítkami drobných dolů, jejichž hloubka dosahovala maximálně třicet až padesát metrů a v terénu se po nich zachovaly zejména odvaly a zabořená ústí štol. Ze sedmnáctého až devatenáctého století je znám např. důl Jacobs Fahrt, štola Siebenschläfer (štola Sedmi spáčů), štola Juda nebo šachta Alt Ignazi. Ze závěrečné fáze dolování, kdy bývaly štoly delší a jámy hlubší, pochází odvaly Glück auf, Vendelin, Alter Abendstern a Josef. Důl Regina roku 1813 navštívil Johann Wolfgang von Goethe.
Jedním z nejstarších reliktů po dolování v revíru je propadlina Zwickenpinge (původně snad Zwitterpinge) poblíž novodobé štoly Barbora. Pochází z šestnáctého století a má rozměry 50 × 35 metrů. Podsedala ji štola Gewelbter. Přibližně sto metrů západně od propadliny se nachází 130 metrů dlouhá povrchová dobývka na Mahlerově žíle.

## Novodobé doly
Těžba v revíru byla obnovena během druhé světové války, kdy se kromě cínu začal těžit také molybdenit a draselný živec. Ložisko se dobývalo pomocí čtveřice štol zvaných Prokop, Barbora, Václav a Večerní hvězda až do roku 1956, kdy byla těžba ukončena. Štola Prokop byla propojena se štolou Barbora a sloužila především k průzkumu křemeno-molybdenitového pně nad štolou. Štolu Barbora spojuje se štolou Václav strmá úpadnice, která umožnila ruční těžbu draselného živce nad i pod úrovní štoly, ale sloužila také k těžbě rud molybdenu, cínu, wolframu a lithia. Štola Václav z roku 1948 byla hloubena k průzkumu hlubších partií ložiska. Štola Večerní hvězda patřila k historickým dolům a pokusně byla znovu otevřena v letech 1913–1914, 1928 a v roce 1948. V padesátých letech dvacátého století byla pod ústím staré štoly vyhloubena nová. Původně ji pojmenovali Václav II a Naděje, ale později byla přejmenována na Večerní hvězdu. V provozu byla do roku 1953.